# Ločni opornik
Ločni opornik, tudi oporni lok je posebna oblika opornika, sestavljena iz loka, ki se razteza od zgornjega dela stene do slopa z veliko maso, da se na tla prenesejo stranske sile, ki potiskajo stene navzven, sile, ki izhajajo iz obokanih kamnitih stropov in zaradi vetra na strehah.
Funkcionalna značilnost ločnega opornika je, da v nasprotju s tradicionalno oporo ni v stiku s steno v tleh in tako prenaša bočne sile v razponu vmesnega prostora med steno in slopom. Sistemi ločnih opornikov so za bočno oporo sestavljeni iz dveh delov: (i) masivnega slopa, navpičnega zidanega bloka, odmaknjenega od zidu stavbe, in (ii) loka, ki premošča razpon med slopom in steno - bodisi segmentni lok bodisi kvadrantni lok - lok ločnega opornika.

## Zgodovina
Kot sistem stranske podpore je bil ločni opornik razvit v pozni antiki in je kasneje cvetel v gotskem obdobju (12. – 16. stoletje) v arhitekturi. Starodavne primere ločnih opornikov lahko najdemo v baziliki San Vitale v Raveni in na Galerijevi Rotundi v Solunu. Predhodniki arhitekturnih elementov srednjeveškega ločnega opornika izhajajo iz bizantinske in romanske arhitekture pri oblikovanju cerkva, kot je stolnica v Durhamu, kjer loki prenašajo stranski pritisk kamnitega oboka preko stranske ladje; loki so bili skriti pod streho galerije in so prenašali stranske sile na masivne zunanje stene. Do desetletja leta 1160 so arhitekti v regiji Île-de-France uporabljali podobne podporne sisteme, ki so imeli daljše loke bolj fine oblike, in potekajo od zunanje površine zidu nad streho stranskih ladij (zato so vidni od zunaj), da se sreča s težkim, navpičnim slopom, ki se dviga nad vrhom zunanje stene.
Ločni oporniki Notre Dame de Paris, zgrajene leta 1180, so bili med prvimi, ki so jih uporabljali v gotski stolnici. Približno istočasno so bili uporabljeni tudi za podporo zgornjih sten apside pri cerkvi Saint-Germain-des-Prés, dokončani leta 1163.
Prednost takšnih sistemov bočne podpore je, da ni treba, da so zunanje stene masivne in težke, da se uprejo bočnim pritiskom oboka. Namesto tega bi lahko površino stene zmanjšali (kar omogoča večja okna, zastekljena z vitrajem), ker je navpična masa koncentrirana na zunanje opore. Zasnova zgodnjih ločnih opornikov je bila po navadi težja, kot je bilo potrebno za statične obremenitve, npr. v stolnici v Chartresu (približno 1210) in okoli apside bazilike svetega Remija, kjer je ohranjen zgodnji primer v svoji prvotni obliki (približno 1170).  Kasneje so arhitekti postopoma izpopolnili zasnovo ločnega opornika in zožili loke, nekateri pa so bili izdelani z eno debelino voussoir-ja (klinaste opeke) s pokrovnim kamnom na vrhu, npr. v stolnici v Amiensu, stolnivci v Le Mansu in stolnici v Beauvaisu.
V arhitekturni zasnovi poznogotskih stavb so bili prikazani ločni oporniki, med katerimi so bili nekateri okrašeni z rogljički (kavljasti okraski) in izklesanimi figurami, postavljenimi v edikule (niše), poglobljene v opore. V tem primeru se je renesančna arhitektura izognila stranski podpori ločnega opornika v korist debelostenske gradnje. Kljub neuporabi funkcije in sloga v gradbeništvu in arhitekturi je kanadski inženir William P. Anderson v začetku 20. stoletja oživil zasnovo ločnih opornikov za gradnjo svetilnikov.

## Konstrukcija
Glede na to, da se večina teže prenese s stropa skozi zgornji del sten, je ločni opornik dvodelna kompozitna podpora, ki ima pollok, ki se razteza do masivnega slopa daleč od stene in tako zagotavlja večino nosilnosti tradicionalnega naslona, ki je vpet s steno od zgoraj navzdol; tako je ločni opornik lažji in stroškovno učinkovitejša arhitekturna struktura.
Z razbremenitvijo nosilnih sten odvečne teže in debeline na način manjšega stika z uporabo ločnih opornikov omogoča namestitev oken z večjo površino. Ta lastnost in želja po prepuščanju več svetlobe sta privedla do tega, da so ločni oporniki postali eden od odločilnih dejavnikov srednjeveške gotske arhitekture in značilnost, ki se je od takrat naprej uporabljala pri oblikovanju cerkva. Pri zasnovi gotskih cerkva sta bila uporabljena dva loka, eden nad drugim, pri katerih se spodnji (nameščen pod izvorno točko oboka) upira stranskim potisnim silam oboka, medtem ko zgornji lok upira silam vetra na strehi. Navpični oporniki slopi) na zunanjem koncu lokov so bili običajno zaprti z vrhom (bodisi stožcem ali piramido), ponavadi okrašenim z roglji, da se zagotovi dodatna opora z navpično obremenitvijo, s katero se upre stranskemu pritisku, ki ga prenaša lok.
Za izdelavo ločnega opornika je bilo najprej treba izdelati začasne lesene okvirje. Ti bi podprli težo kamenja in pomagali ohranjati obliko loka, dokler se malta ne strdi. Najprej so jih zgradili na tleh mizarji. Ko so to storili, so jih dvignili na svoje mesto in jih pritrdili na slope na koncu ene in druge opore. Delovali so kot začasni ločni oporniki, dokler ni bil končan dejanski kamniti lok.

## Galerija ločnih opornikov
- Stolnica Notre-Dame v Parizu
- Stolnica Notre-Dame v Parizu
- Eni izmed zelo okrašenih ločnih opornikov stolnice sv. Janeza, 's-Hertogenbosch, Nizozemska
- V baziliki zgrajeni ca. 1170 v opatiji Saint-Remi v Franciji se ločne opornike uporablja za bočno oporo
- Cerkev Saint Rose Viterbo, Santiago de Queretaro, Queretaro, Mehika
- Stolp sv. Petra in cerkev sv. Pavla, Easton Maudit, Anglija
- Stolnica v Lincolnu, Anglija
- Saint-Petrus-en-Pauluskerk, Ostend, Belgija
- Bath Abbey, Anglija
- Washington National Cathedral
- Stolnica Notre-Dame d'Amiens, Francija
- Manchester Unity Building v Melbournu v Avstraliji
- Ločni oporniki v prerezu

## V domišljiji
Arhitektura in gradnja srednjeveške stolnice z ločnimi oporniki sta vidno vpleteni v zaplet zgodovinskega romana Kena Folletta Stebri Zemlje (1989).